# Miriam Vlaming

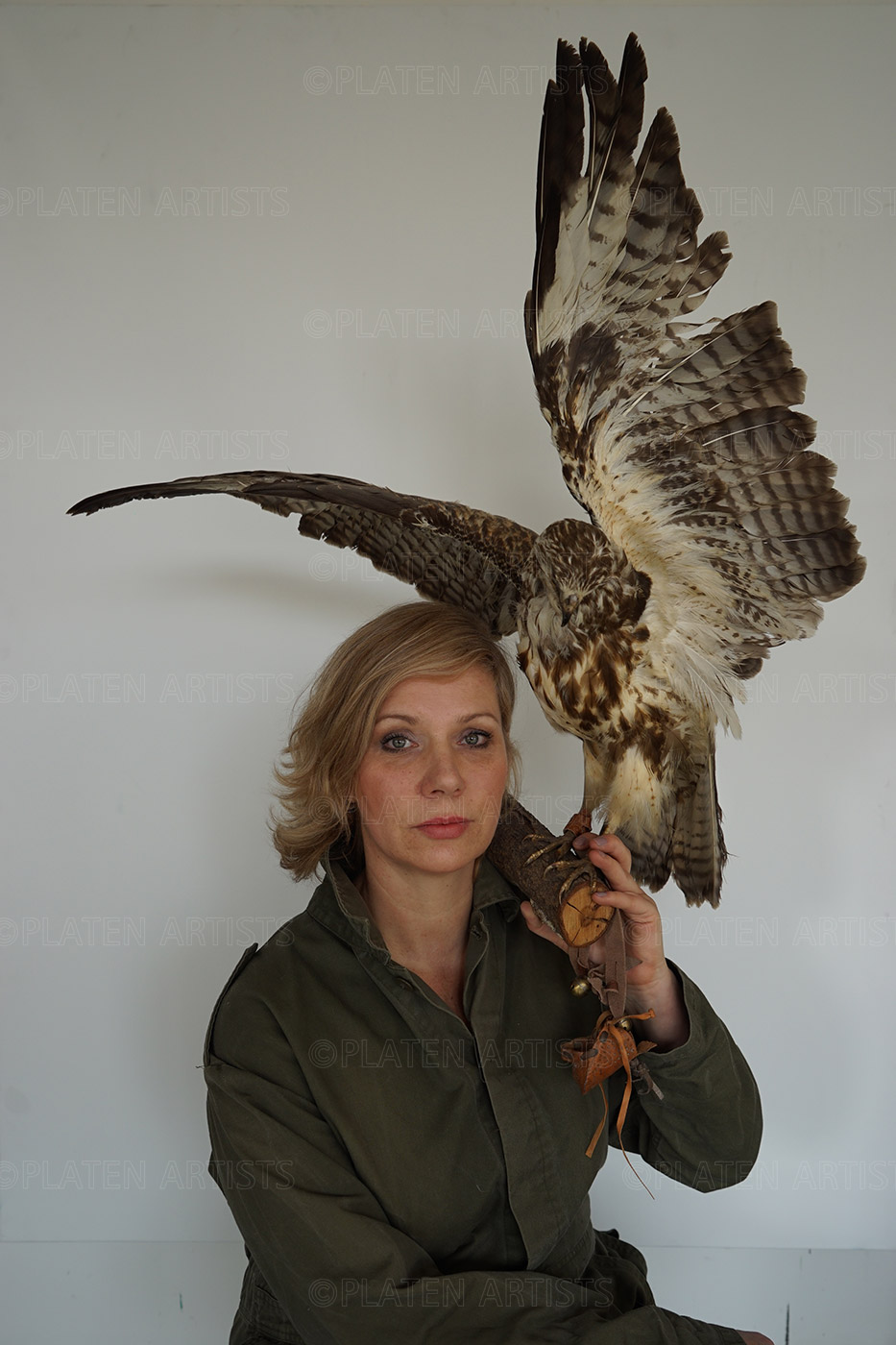
Beflügelte Malerin, Miriam Vlaming, fotografiert von Angelika Platen,Berlin 2017

Miriam Vlaming (* 18. September 1971 in Hilden) ist eine niederländische Malerin. Sie lebt und arbeitet in Berlin.

## Leben
Miriam Vlaming studierte Malerei und Grafik an der Hochschule für Grafik und Buchkunst Leipzig bei Arno Rink und Neo Rauch. Sie schloss ihr Studium im Jahr 1999 mit Prädikat ab, um anschließend zwei Jahre lang Meisterschülerin Arno Rinks zu werden.
Die Künstlerin, die nach Studienabschluss einen Lehrauftrag annahm (2001 bis 2003) und 2011 auf der 14. Internationalen Dresdner Sommerakademie für Bildende Kunst unterrichtete, zeigt ihre Werke auf zahlreichen internationalen Einzelausstellungen. Die Schau You Promised Me brachte 2008 in der Kunsthalle Mannheim rund 50 Gemälde zusammen. Ihre Werke sind in öffentlichen Sammlungen und Museen vertreten, darunter das Von der Heydt-Museum in Wuppertal, das Museum der bildenden Künste in Leipzig, die Altana Kulturstiftung, die Kunstsammlung der Deutschen Bundesbank oder die Unternehmenssammlung Robert Bosch GmbH.

## Werk
Von ihren frühen Schaffensperioden an beschäftigte sich Miriam Vlaming bereits mit der Symbiose von Mensch und Natur. Kennzeichnend für ihre Werke steht dabei die Verschmelzung der Leinwandprotagonisten mit der sie umgebenden floralen Ornamentik. Während sie die Verhältnisse von Mensch und natürlicher als auch urbaner Lebensräume erforscht, lässt Vlaming ihre Figuren sehr häufig in ihrer Umwelt verschwinden oder aus dieser hervortreten. Nicht selten scheint es, als erwüchsen Vlamings Figuren geradezu aus den wilden Strukturen der Landschaft – als gebäre die Natur den Menschen. Die Künstlerin erhebt dabei die Frage nach der menschlichen Identität und Menschwerdung zum zentralen Thema ihrer Arbeit.
Innerhalb ihrer letzten Schaffensjahre entwickelte sich Vlaming stetig zu einer visuellen Anthropologin, wobei sie die zentrale Thematik des Menschen im Einklang oder Widerstreit mit der Natur als auch die menschliche Natur selbst erforschte. Dabei lotet die Künstlerin die Aspekte der Domestizierung der Natur von Seiten des Menschen aus, die kontrastieren mit den Glaubenssätzen und Werten, die den Menschen so einzigartig charakterisieren.
Miriam Vlamings Malerei bewegt sich zwischen Figuration und Abstraktion. Sie arbeitet bevorzugt mit Eitempera auf großformatiger Leinwand. Entfremdung, Verzerrung, Erinnerung, Verfälschung und Zerstörung sind die elementaren Begriffe ihrer Malerei. Ihre Bilder entstehen während eines langen Prozesses, in dem sowohl die Zerstörung der Maloberfläche als auch das Wiederauftragen einen Kreislauf bilden.

## Ausstellungen

### Einzelausstellungen
- 2026: Shifting Molecules - Kronacher Kunstverein, Germany
- 2026: Miriam Vlaming - Kunsthalle Naumburg, Germany
- 2026: Liminal - Kunstverein Bad Nauheim, bei Frankfurt, Germany
- 2025: Family tree - Nikolaisaal Potsdam, Germany
- 2025: Insomnia - Kunstverein Potsdam, Germany
- 2025: I feel you - Neue Galerie Gladbeck, Germany
- 2025: Miriam Vlaming - Leo Leonhard. Inventing Space | Kunsthaus Taunusstein, Germany
- 2024: The gods are looking down on us,  Kunsthalle Kunst im Turm, Lippstadt
- 2024: Into the realm of my forgotten heart, Kunsthalle Penck im Penck Hotel, Dresden
- 2023: Lucid, Galerie Cyprian Brenner, Schwäbisch Hall
- 2023: Ready steady go around, Galerie Rother. Wiesbaden
- 2023: Nothing else matters, Artax Kunsthandel KG. Villa Goecke, Krefeld
- 2022: Wandlungen, Haus Beda, Bitburg
- 2021: Die Geister die ich rief, Galerie Schlichtenmaier, Schloss Dätzingen
- 2021: All you need is love, Galerie Von & Von. Nürnberg
- 2021: Homonunculus – Homuncula, Kunstverein Coburg
- 2021: Into deep, Galerie Cyprian Brenner. Schwäbisch Hall
- 2020: The natue of daylight, Richard Haizmann Museum – Museum für Moderne Kunst | Kunstverein Niebüll
- 2020: Brave My Heart, Galerie Rother und Winter, Wiesbaden
- 2020: Kreaturen, Weisses Haus Markkleeberg
- 2019: Vertigo, Museum Abtei Liesborn
- 2018: Miriam Vlaming. Malen, Anhaltische Gemäldegalerie Dessau, Dessau-Roßlau
- 2018: Miriam Vlaming. Seltsam, im Nebel zu wandeln, Kunstverein Duisburg, Duisburg
- 2018: Der Mensch. Das Wesen, Museum für Zeitgenössische Kunst – Dieter Kuhnert, Ottobeuren
- 2018: Die Anderzeit, Galerie Von & Von, Nürnberg
- 2017: Treasure World, Galerie Tristan Lorenz, Frankfurt a. M.
- 2017: No Time for Crying, Galerie Rother und Winter, Wiesbaden
- 2016: Drifter, Zerp Galerie, Rotterdam, Niederlande
- 2016: Wonderland, Freshfields Bruckhaus Deringer, Düsseldorf
- 2016: Eden, Galerie Dukan, Leipzig und Paris, Frankreich
- 2014: Muse, Galerie Martin Mertens, Berlin
- 2014: Fool’s Paradise, Villa Goecke, Krefeld
- 2011: Gnosis, Galerie Wolfgang Gmyrek, Düsseldorf
- 2011: Unknown Land / @ the Berlin Space, Alexander Ochs Galleries, Berlin
- 2010: Wahre Sagen, Galerie Martin Mertens, Berlin
- 2010: Every Single Day, Alexander Ochs Galleries, Beijing, China
- 2009: Habseligkeiten, Galerie Wolfgang Gmyrek, Düsseldorf
- 2009: Für Immer, Alexander Ochs Galleries, Beijing, China
- 2008: You’re Wearing a Mask, Galerie Martin Mertens, Berlin
- 2008: You Promised Me, Kunsthalle Mannheim, Mannheim
- 2007: Good Morning Revival, Moti Hasson Gallery, New York, USA
- 2007: Afterall, maerzgalerie, Leipzig
- 2006: Neverlasting Summer, Galerie Wolfgang Gmyrek, Düsseldorf
- 2006: Survivor, Galerie Denninger, Berlin
- 2006: Miriam Vlaming, Galerie Christa Burger, München
- 2005: Summer Collection, Spring Studios, Columbus, Ohio, USA
- 2005: Living the Dream, maerzgalerie, Leipzig
- 2004: Vlaming, maerzgalerie, Leipzig
- 2004: Miriam Vlaming, cc:room, Berlin
- 2004: Expedition, Galerie Stefan Denninger, Berlin
- 2004: Wonderland, Max-Planck-Institut für Bildungsforschung, Berlin
- 2001: In Between (Meisterausstellung), Messehaus am Markt, Leipzig
- 2001: My Famous Love Affairs, Galerie Kermer, Leipzig

### Gruppenausstellungen (Auswahl)
- 2026: I've never been afraid of beauty. Sammlung Dirk Lehr - Kunstverein Münsterland, Coesfeld, Deutschland
- 2026: BITCHES & WITCHES. Museum für Zeitgenössische Kunst – Diether Kunerth, Ottobeuren, Deutschland
- 2025: Positions 2025 - Galerie VON und VON, Tempelhof Berlin, Germany
- 2025: In full bloom - Alter Kiosk Steglitz, Berlin, Germany
- 2025: Intersect Aspen -  Larissa Wild Fine Art, Colorado, USA
- 2025: Spectrum Leipzig reloaded - Galerie VON und VON, Nürnberg, Germany
- 2025: Unglaublich. Begegnungen mit dem Heiligen - Relígio Westfälisches Museum für religiöse Kultur, Telgte, Germany
- 2025: Don't look back - Brennecke Fine Art, Berlin, Germany
- 2025: Highlights zum Jahreswechsel - Galerie VON und VON, Nürnberg, Deutschland
- 2025: Tierisch was los! Telly Mühle Meerbusch
- 2024: Zehnjähriges Jubiläum. Museum für zeitgenössische Kunst - Diether Kunerth, Ottobeuren
- 2024: Gleaming. Galerie VON und VON, Nürnberg
- 2024: September Liebe. Galerie Holger John, Dresden
- 2024: Fünfte Weissenseer Kabinettausstellung. Galerie der Brotfabrik Berlin
- 2024: Deine Schnipsel - meine Schnipsel. Villa Goecke Ralph Kleinsimlinghaus Ausstellungen, Krefeld
- 2024: Madonnen & Medusen. Galerie Holger John, Dresden
- 2024: Dein Freund und Helfer. Aeve, Berlin
- 2024: First date. Galerie Von und Von, Nürnberg
- 2024: Touchee. Hilbertraum, Berlin
- 2024: Sahne. Galerie Holger John, Dresden
- 2023: Wald. Wolf. Wildnis. Museum Abtei Liesborn, Deutschland
- 2023: Der weibliche Blick, Goethe-Institut Hongkong, China
- 2023: Female Perspectives, Lachenmann Art, Frankfurt a. M.
- 2022: Decade. 10-jähriges Jubiläum, Galerie Von & Von, Nürnberg
- 2022: Meisterwerke X, Galerie Rother, Wiesbaden
- 2022: Als wären es meiner drei, Neuer Kunstverein e.V. Aschaffenburg, Aschaffenburg
- 2022: Essence of color – Blue, MalerinnenNetzWerk Berlin-Leipzig e.V., Museum Städtische Galerie Leerer Beutel, Regensburg
- 2022: Comfy at Sonic Speed, Lachenmann Art, Frankfurt a.M
- 2022: J+1, Galerie Jarmuschek + Partner, Berlin
- 2022: Angelika Platen: Meine Frauen, Galerie Von & Von, Nürnberg
- 2022: Humanum 4. Weissenseer Kabinettausstellung, Brotfabrik Berlin, Berlin
- 2022: Campari, Galerie Tedden, Düsseldorf
- 2022: Melancholie, Galerie Holger John, Dresden
- 2022: WaldWolfWildnis, Kunststation Kleinsassen, Hofbieber Kleinsassen
- 2021: Malerei, Studio d’Arte Cannaviello, Mailand. Italien
- 2021: Blick nach vorn – Aufbruch in die 2020er Jahre, Galerie Schlichtenmaier, Grafenau
- 2021: Licht und Nebel, Galerie 1923, Wattwil, Schweiz
- 2021: Frauenpower – Woman Power, Galerie Michael W. Schmalfuss, Marburg
- 2021: Lusus Naturae, Berlin con mucho arte (BcmA), Berlin
- 2021: Benefiz-Kunstauktion zugunsten des CS Hospiz Rennweg, Challery Galleria, Wien, Österreich
- 2021: Sammlung im Blick: Leipziger Schule, Museum der Bildenden Künste Leipzig, Leipzig
- 2020: Fremde Mächte – Malerei aus Leipzig, Franz Gertsch Museum, Burgdorf, Schweiz
- 2020: WaldWolfWildnis, Museum Villa Rot, Burgrieden
- 2020: WaldWolfWildnis, Haus Beda, Bitburg
- 2020: Träume und Alpträume. Zum 100. Geburtstag von Max Klinger, Altes Rathaus der Stadt Wittlich
- 2020: H2O, mit Annette Besgen, Hans-Hendrik Grimmling, Ingo Kühl, Kathrin Rank, Jan Peter Tripp und anderen[1], Galerie Schmalfuß, Berlin
- 2020: Sprektrum Leipzig, Galerie Von & Von, Leipzig
- 2020: Fifty / Fifty. The Matter of Duality, Paul Fleischmann Haus, Berlin
- 2020: Tanz ist Verwandlung, Galerie Schlichtenmaier, Stuttgart, Grafenau, Schloss Dätzingen
- 2019: VOIX, Museum der bildenden Künste, Leipzig
- 2019: Meisterstück! Hauptwerke aus der Sammlung der Sparkasse Leipzig, Zitadelle Berlin
- 2019: Mythos Leipziger Schule, Museum Hurrle, Durbach
- 2018: Zündung / Ignition, Turps Gallery, London, Großbritannien
- 2018: Die neuen Leipziger? Ausgesuchte Meisterschüler von Arno Rink und Neo Rauch,
- 2017: Entfesselt, Schloss Achberg, Ravensburg
- 2017: Farbauftrag, Haus am Lützowplatz. Studio Galerie, Berlin
- 2017: Strange Beauty, Galerie Beck & Eggeling, Düsseldorf
- 2016: Interios, Galerie Dukan, Leipzig
- 2016: Salon du printemps, Zerp Gallery, Rotterdam, Niederlande
- 2015: Fireworks, Zerp Gallery, Rotterdam, Niederlande
- 2014: Human all too Human, Zerp Gallery, Rotterdam, Niederlande
- 2013: Haltlose Gründe, Kunsthalle Darmstadt, Darmstadt
- 2013: Schöne Landschaft / Bedrohte Natur, Kunsthalle Dominikanerkirche, Osnabrück
- 2013: Private Kunstsammlung Münster – Director’s Choice, Kunsthalle Münster, Münster
- 2013: The Birth of Cinema… and Beyond. An Exhibition of Painting and Video, Rosenfeld Porcini, London, Großbritannien
- 2012: I Am a Berliner, Tel Aviv Museum of Art, Tel Aviv, Israel
- 2011: Berlin Klondyke 2011, Klondyke Institute for Art & Culture, Dawson, Kanada
- 2011: 14. Internationale Desdner Sommerakademie für Bildende Kunst,
- 2011: Salondergegenwart, salondergegenwart, Hamburg
- 2010: Silent Revolution, Kerava Art Museum, Kerava, Finnland
- 2009: Menschenbilder 1620/2009 – Zeitgenössische Bildnisse begegnen alten niederländischen Portraits,
- 2008: Under the Sky, White Space Beijing, Alexander Ochs Galleries, Peking, China
- 2008: Rink & Vlaming. Malerei, Halle am Wasser, Neue Museumsinsel, Berlin
- 2007: Ausgewählt – Sammlung zeitgenössischer Malerei und Grafik, CCe Kulturhaus Leuna, Leuna
- 2007: Promised Land, Morgan Lehman Gallery, New York, USA
- 2007: Wild at Heart, Meisterhäuser Dessau, Dessau
- 2006: Wild at Heart, Villa Oppenheim – Galerie für Gegenwartskunst, Berlin
- 2006: The history place, Moti Hasson Gallery, New York City, NY, USA
- 2005: Three Versions: Isabelle Dutoit – Sophia Schama – Miriam Vlaming, Goethe-Institut, Deutsche Botschaft, London, Großbritannien
- 2004: Fünf. 5 Jahre Maerzgalerie – Malerei und Fotografie, maerzgalerie Leipzig, Leipzig
- 2002: Malerei an einem stillen Nachmittag, maerzgalerie Leipzig, Leipzig
- 2001: Wer hat Angst vor Roger Whittacker?, Kunstsammlungen Zwickau – Städtisches Museum, Zwickau
- 2000: Bildwechsel. Aktuelle Malerei aus Sachsen und Thüringen, Städtisches Museum Zwickau und Kunstsammlung Gera, Zwickau und Gera

## Museen und Sammlungen (Auswahl)
- Museum Abtei Liesborn, Deutschland
- Altana Kunstsammlung, Bad Homburg, Deutschland.
- CCe Kulturhaus Leuna, Leuna, Deutschland.
- Kunstfonds des Freistaates Sachsen, Dresden, Deutschland.
- Kunsthalle der Sparkasse Leipzig, Leipzig, Deutschland.
- Kunsthalle G2 Collection Hildebrand, Leipzig, Deutschland.
- Kunstmuseum Walter, Augsburg, Deutschland.
- Museum der bildenden Künste, Leipzig, Deutschland.
- Sammlung Deutsche Bundesbank, Berlin, Deutschland.
- Sammlung Frisch, Berlin, Deutschland.
- Sammlung Kerber, Bielefeld/Berlin, Deutschland.
- Sammlung Kleinsimlinghaus, Krefeld, Deutschland.
- Sammlung Philara, Düsseldorf, Deutschland.
- Sammlung Richter, Düsseldorf, Deutschland.
- SØR Rusche Sammlung, Oelde/Berlin, Deutschland.
- Staatliche Kunstsammlungen Dresden, Dresden, Deutschland.
- Unternehmenssammlung Robert Bosch GmbH, Stuttgart, Deutschland.
- VNG Art – Sammlung für Zeitgenössische Kunst, Leipzig, Deutschland.
- Von der Heydt-Museum, Wuppertal, Deutschland.